# Svatý Atala
Attala (6. století? Burgundsko – 627 Bobbio) byl stoupencem sv. Kolumbána a jeho následovníkem jako opat v opatství v Bobbiu. Římskokatolickou církví je uctíván jak svatý.

## Životopis
Attala se nejprve stal mnichem v Lérinském opatství, ale byl nespokojen s nedostatkem disciplíny, který tam panoval, proto přestoupil do Opatství Luxeuil, které rovněž založil sv. Kolumbán. Poté, co byl Kolumbán vyhnán z Luxeuilu králem Theodorichem II., Attala by jej nahradil jako opat, nicméně dal přednost tomu, že jej následoval do vyhnanství. Usadili se na březích řeky Trebie, nedaleko na severovýchod od Janova, kde společně založili slavné opatství v Bobbiu.
Po smrti sv. Kolumbána v roce 615 jej Attala následoval jako opat v Bobbiu. Spolu se svými mnichy vytrpěli mnoho příkoří ze strany ariánského krále Arioalda. Jako opat Attala trval na přísné disciplíně a když se velká skupina mnichů vzbouřila, když disciplínu prohlásili za příliš přísnou, dovolil jim opustit klášter. Když pak někteří z těchto mnichů zemřeli, ostatní jejich smrt považovali za boží trest a vrátili se do kláštera.
Attala je pohřben v opatství v Bobbiu, jeho svátek se slaví 10. března.